# Codiaceae
Codiaceae, biljna porodica iz reda Bryopsidales kojemu pripada preko 150 vrsta zelenih alga. Ime porodice dolazi po rodu Codium s ukupno 142 vrste

## Rodovi i broj vrsta
1. Abacella Maslov   1
2. Appeninocodium O.Dragastan   1
3. Arabicodium G.F.Elliott   2
4. Bevocastria E.J.Garwood  2
5. Botryella V.P.Shuysky   1
6. Boueina F.Toula  2
7. Codium Stackhouse   143
8. Garwoodia Alan Wood 2
9. Geppella Børgesen   3
10. Hedstroemia A.Rothpletz  1
11. Johnsonicodium O.Dragastan   1
12. Neoanchicodium R.Endô   1
13. Scotlandella O.Dragastan  1
14. Succodium Konishi 6
15. Tethysicodium  O.Dragastan  1